# Ivan Podržaj
Ivan Podržaj, slovenski pisatelj in časnikar, * 27. februar 1888, Podnart, † 6. oktober.1958, Ljubljana.

## Življenje in delo
Ivan Podržaj se je rodil 27. februarja 1888 v Podnartu. Ivan je osnovno šolo obiskoval v Hirtu na Koroškem in kasneje v mnogo drugih krajih. Zasebno humanistično gimnazijo je končal v raznih internatih. Leta 1911 je celo vstopil v semenišče v Gorici. V tretjem semestru je izstopil in postal domač učitelj pri grofu Mels-Colorredo v Gorici. Ker mu je bila prošnja za javno priznanje srednješolskih študij odbita, je opustil misel za nadaljnje študiranje, sprejel časnikarsko službo pri Straži v Mariboru, obenem pa tudi prakso pri Zadružni zvezi in posojilnici v Gornji Radgoni. Ker se je usmeril v napredno nacionalno jugoslovansko politiko, se je jeseni 1913 vrnil v Gorico kot dopisnik Dneva in 1914 stopil v poročevalsko podružnico tega lista. Leta 1919 je postal glavni urednik Jsla, sredi leta pustil uredništvo in odšel v Prago, jeseni 1919 prevzel Mariborskega delavca, bil 1920 nekaj časa v uredništvu SN, nato je bil nekaj časa brez dela, a je kar hitro leta 1923 postal urednik Jutranjih novosti in tednika Radnički glasnik. Zopet je postal brezposeln do julija 1925, ko vstopi v uredništvo J; 1926 je bil nekaj časa tudi gl. urednik, 1929 obenem ureja tednik Ponedeljek, 1929–39 tudi tedensko revijo ŽiS; zaradi nerednega plačevanja naročnine je list prenehal — zadnji letnik je moral založiti urednik sam. Zaradi radikalnega socialističnega prepričanja je Podržaj večkrat prišel navzkriž z lastniki listov in bil 1941 odpuščen od J, nakar je proti koncu vojne postal dnevničar pri Prehranjevalnem zavodu, po osvoboditvi 1945 pa vstopil v uredništvo Ljubljanske Pravice, oddelek za zunanjo politiko. Svoje članke iz vseh časnikarskih področij je pisal večinoma brez imena, redko s podpisom Notus.
Slovstveno delo je začel s pesmimi. Nekaj pesmi sta objavila Zora in Mentor. Nameraval je izdati zbirko »Trenutki«. Leta 1921 je izdal reportažno brošuro »Slike z naše riviere«. Leta 1931 je v ŽiS izhajal roman Krivda Elija Pilona, ki se je moral predčasno zaključiti; tudi roman Bedakova osveta je prenehal pred koncem; zasnoval je daljši roman Črne duše, čigar 1. knjiga Martin Brbek je izšla 1929; Vodnikova dr. je 1937 izdala povest Strte peruti. Med 2. svetovno vojno je napisal daljši roman Gorjani, ki je ostal v rokopisu. Realističnemu načinu njegovega pisanja se pridružuje tudi socialna smer.  V ŽiS je objavljal slovstvene razprave: A. Schopenhauer, Goethe in ženske, več ocen in gledaliških poročil.
Psevdonimi in šifre: N(edin) St(erad), Ivan Dobravec, Minim Gorski, Silverij Klas, Arij Stid, Notus

### Proza - povesti
- Martin Brbek, (1929)
- Strte peruti, (1937)
- Gorjani, kmečka povest, (1969)
- Mala Pavla, (1921)